# Strossmayeria basitricha
Strossmayeria basitricha är en svampart som först beskrevs av Pier Andrea Saccardo, och fick sitt nu gällande namn av Dennis 1960. Strossmayeria basitricha ingår i släktet Strossmayeria och familjen Helotiaceae.   Inga underarter finns listade i Catalogue of Life.